# Holby City
Holby City è una serie televisiva britannica trasmessa dalla BBC, nata come spin-off di Casualty.

## Trama
La vita quotidiana, professionale e personale, di medici, infermieri e pazienti che si ritrovano , per vari motivi, nei reparti della frenetica unità  cardiaca di Holby City General Hospital.

## Episodi
| Stagione                 | Episodi | Prima TV UK | Prima TV Italia |
| ------------------------ | ------- | ----------- | --------------- |
| Prima stagione           | 9       | 1999        |                 |
| Seconda stagione         | 16      | 1999-2000   |                 |
| Terza stagione           | 30      | 2000-2001   |                 |
| Quarta stagione          | 52      | 2001-2002   |                 |
| Quinta stagione          | 52      | 2002-2003   |                 |
| Sesta stagione           | 52      | 2003-2004   |                 |
| Settima stagione         | 52      | 2004-2005   |                 |
| Ottava stagione          | 52      | 2005-2006   |                 |
| Nona stagione            | 52      | 2006-2007   |                 |
| Decima stagione          | 53      | 2007-2008   |                 |
| Undicesima stagione      | 52      | 2008-2009   |                 |
| Dodicesima stagione      | 55      | 2009-2010   |                 |
| Tredicesima stagione     | 52      | 2010-2011   |                 |
| Quattordicesima stagione | 52      | 2011-2012   |                 |
| Quindicesima stagione    | 52      | 2012-2013   |                 |
| Sedicesima stagione      | 52      | 2013-2014   |                 |
| Diciassettesima stagione | 52      | 2014-2015   |                 |
| Diciottesima stagione    | 52      | 2015-2016   |                 |
| Diciannovesima stagione  | 64      | 2016-2017   |                 |
| Ventesima stagione       | 52      | 2018        |                 |
| Ventunesima stagione     | 53      | 2019        |                 |
| Ventiduesima stagione    | 44      | 2020-2021   |                 |
| Ventitreesima stagione   |         | 2021        |                 |